# Philopotamus picteti
Philopotamus picteti là một loài Trichoptera trong họ Philopotamidae. Chúng phân bố ở miền Cổ bắc.